# Thomas Bek (St Davids)
Thomas Bek (auch Thomas Beck) († 12. Mai 1293) war ein Bischof der walisischen Diözese St Davids.

## Herkunft und Studium
Thomas Bek war der zweite Sohn von Walter Bek, einem Landadligen aus Eresby in Lincolnshire in England. Sein älterer Bruder war John Beke, 1. Baron Beke, sein jüngerer Bruder war Antony Bek, der spätere Bischof von Durham. Bek studierte in Oxford, wo er einen Abschluss als Magister und Doktor des Römischen Rechts machte. Von 1269 bis 1271 war er Kanzler der Universität von Oxford, dabei unterstützte er 1269 die Franziskaner in ihrem Streit mit den Dominikanern in Oxford.

## Aufstieg im Dienst der englischen Könige
Bereits vor April 1264 hatte Bek Kontakte zum königlichen Haushalt, wo auch seine beiden Brüder dienten. Im Mai 1267 erhielt Thomas eine Pfründe in der Kirche All Saints in Pontefract und im September 1270 in Castleford. Im Gegensatz zu seinem jüngeren Bruder Antony hatte er jedoch nie ein enges Verhältnis zum Thronfolger und späteren König Eduard. Am 18. Oktober 1274 wurde Bek zum Verwalter der Royal Wardorbe, der königlichen Gemächer ernannt, dieses Amt verdankte er vielleicht dem Einfluss seines Bruders Antony. Wie andere Beamte im Dienst des Königs erhielt er für seinen Dienst mehrere geistliche Pfründen, darunter einträgliche Stellen als Kanoniker und als Archidiakon. 1275 wurde er Archidiakon von Dorset und um 1280 Archidiakon von Berkshire. Am 19. April 1278 begleitete er den König und die Königin nach Glastonbury Abbey, wo sie das angebliche Grab von König Artus besuchten. Er war auch 1278 anwesend, als der schottische König Alexander III. dem englischen König für seine englischen Besitzungen huldigte, und während der Abwesenheit des Königs in Frankreich zwischen dem 8. Mai und dem 19. Juni 1279 diente er als Verwahrer des großen Siegels. 1279 wird er auch als Treasurer genannt, doch damit war wohl sein Amt als Verwalter der Royal Wardrobe gemeint.

## Bischof von St David’s

### Ernennung und Weihe zum Bischof
Am 17. Mai 1280 erhielt Bek eine Pfründe an der walisischen Kathedrale von St Davids. Der dortige Bischof Richard of Carew war im April verstorben, und am 3. Juni wurde Bek zum neuen  Bischof von St Davids gewählt. Am 17. Juni bestätigte der König die Wahl. Am 6. Oktober 1280 wurde Bek von Erzbischof John Pecham in der Kathedrale von Lincoln zum Bischof geweiht. Da an diesem Tag auch die Reliquien des heiligen Hugo von Lincoln in einem neuen Schrein überführt wurden, waren bei der Zeremonie noch neun andere Bischöfe anwesend, darunter die Bischöfe der drei anderen walisischen Diözesen Llandaff, Bangor und St Asaph, sowie der König und die Königin. Die Kosten für die Zeremonie sowie für die anschließenden Feierlichkeiten übernahm Bek. Nach seiner Bischofsweihe blieb Bek noch sechs weitere Wochen Verwalter der königlichen Garderobe, ehe er Anfang 1281 in seine Diözese im westlichen Wales reiste. Am 2. Februar feierte er eine erste Messe in Strata Florida Abbey, und am 1. März, dem Festtag von David von Menevia, wurde er in der Kathedrale von St Davids inthronisiert.

### Rolle während der englischen Eroberung von Wales
Bek widmete sich nun ganz seinen Aufgaben als Bischof. Sein neues Amt bedeutete eine heikle Aufgabe für den erfahrenen königlichen Beamten Bek, denn der König hatte 1277 einen erfolgreichen Feldzug gegen die walisischen Fürsten geführt und Fürst Llywelyn von Wales zur Anerkennung der englischen Oberhoheit gezwungen. Trotz seiner bisherigen Nähe zum Königshof kritisierte Bek die englischen Richter, die teils überstrenge Urteile zu Lasten der Waliser fällten. Als es aber 1282 zu einem neuen walisischen Aufstand gegen die englische Vorherrschaft kam, bot Bek Truppen für den Kampf gegen die walisischen Fürsten auf. Nach der walisischen Niederlage und der Eroberung von Wales durch die Engländer vermittelte er die päpstliche Erlaubnis für die politisch heikle Heirat des walisischen Lords Rhys ap Maredudd mit Ada Hastings, einer Schwester des englischen Barons John Hastings, durch die sich der König eine Festigung der Loyalität des walisischen Lords erhoffte. 1284 unternahm Erzbischof Pecham als Metropolit von England eine Visitation der walisischen Diözesen. Während die anderen walisischen Bischöfe diese Visitation und damit die Vorrangstellung des englischen Erzbistums Canterbury akzeptierten, hatte ausgerechnet der ehemalige königliche Vertraute Bek Einwände. Er akzeptierte die Visitation nur unter dem Vorbehalt, dass sie in dem kleinen Dorf Llanbadarn Fawr und nicht in St Davids beginnen solle. Die Visitation verlief dann störungsfrei, bis Bek am 10. Juli während des Besuches der Kathedrale von St Davids die Zuständigkeit des Erzbischofs von Canterbury als Metropolit für Wales in Frage stellte. Pecham reagierte schnell und streng. Er wies Bek auf seine Gehorsamspflicht, die er bei seiner Weihe gelobt hatte, und auf seinen bisherigen Verzicht auf Proteste gegen die Visitation hin. Dann drohte der Erzbischof Bek bei Fortführung seines Protestes die Exkommunikation an, worauf Bek nachgab. Trotz dieses Zwischenfalls blieb Bek weiter ein enger Unterstützer von König Eduard I. Am 1. Juni 1284 übergab der König Bek das Pfründenbesetzungsrecht von 34 Benefizien in seiner Diözese, die er nach seinen Wünschen besetzen durfte, dabei griff Bek häufig auf königliche Beamte aus England zurück. Während der triumphalen Rundreise, mit der der König seine Eroberung von Wales demonstrierte, besuchten der König und die Königin am 26. November 1284 St David’s demonstrativ als Wallfahrer, was ein klarer Vertrauensbeweis gegenüber dem Bischof war. Bek bewirtete seine königlichen Gäste aufwändig, wofür er Schulden machen musste. Später bat ihn der König selbst, an einem Kreuzzug ins Heilige Land teilzunehmen, was Bek zusagte. Dieser geplante Kreuzzug fand jedoch nie statt.

### Wirken als Bischof
Als Bischof unterstützte Bek die von Erzbischof Pecham geforderte Reform der walisischen Geistlichkeit. Er schuf 1287 das Amt eines Kanzlers des Kathedralkapitels, dazu erweiterte er die Aufgaben des Schatzmeisters. 1283 stiftete er eine Kollegiatkirche in Llangadog, die er 1287 nach Abergwili verlegte, dazu gründete er ein Stift in Llanddewi Brefi. Die Bischofsresidenz Llawhaden Castle ließ er vergrößern, dazu förderte er das um die Burg entstehende Borough. Sowohl in Llawhaden wie in St David’s gründete er je ein Hospital, und für St David’s gewährte er zweimal wöchentlich ein Marktrecht. Den Kathedralbezirk ließ er ummauern, dazu wurde wahrscheinlich unter ihm der Bischofspalast von St David’s wesentlich umgebaut. Er wurde in der Kathedrale von St Davids beigesetzt.